# 기·스·우·마·이 ~KISS YOUR MIND~/S.O.S (Smile On Smile)
〈키·스·우·마·이 ~KISS YOUR MIND~/S.O.S (Smile On Smile)〉(キ・ス・ウ・マ・イ 〜KISS YOUR MIND〜/S.O.S (Smile On Smile) 키·스·우·마·이 ~KISS YOUR MIND~/S.O.S (Smile On Smile)[*])은 일본의 남성 아이돌 그룹 Kis-My-Ft2의 7번째 싱글이다.

## 개요
전작 〈My Resistance -확실한 것-/운명 Girl〉로부터 Kis-My-Ft2 사상 최고 속도 약 1개월만의 싱글이다. 또 전작에 이어 양 A면 싱글이다. 초회 생산 한정【키·스·우·마·이반】, 초회 생산 한정【S.O.S반】, 통상반의 3형태로 발매된다. 이번 싱글은, 키스 마이 SHOP 한정반 등은 없고, 3형태만으로 발매된다.

## 수록곡

### 초회 생산 한정【키·스·우·마·이반】
CD
1. キ・ス・ウ・マ・イ ～KISS YOUR MIND～ / 키·스·우·마·이 ~KISS YOUR MIND~
작사: KOMU / 작곡·편곡: 하라 카즈히로
2. S.O.S (Smile On Smile)
작사: KOMU / 작곡: CHOKKAKU, Takuya Harada, Christofer Erixon, Joakim Bjornberg / 편곡: CHOKKAKU

DVD
1. キ・ス・ウ・マ・イ ～KISS YOUR MIND～ (MUSIC VIDEO)
2. キ・ス・ウ・マ・イ ～KISS YOUR MIND～ (MUSIC VIDEO Making Movie) [약 15분]

### 초회 생산 한정【S.O.S반】
CD
1. S.O.S (Smile On Smile)
2. キ・ス・ウ・マ・イ ～KISS YOUR MIND～ / 키·스·우·마·이 ~KISS YOUR MIND~

DVD
1. S.O.S (Smile On Smile) (MUSIC VIDEO)
2. S.O.S (Smile On Smile) (MUSIC VIDEO Making Movie) [약 15분]

### 통상반
CD
1. キ・ス・ウ・マ・イ ～KISS YOUR MIND～ / 키·스·우·마·이 ~KISS YOUR MIND~
2. S.O.S (Smile On Smile)
3. keep on smile
작사: 하바 히토시, 히로이즘, Komei Kobayashi / 작곡: 하바 히토시, CHOKKAKU, 히로이즘 / 편곡: Masaya Suzuki

초회 한정 봉입 특전
- 미니 사진집 (전 2종 중 1종 랜덤 봉입)
- 3 타이틀(SINGLE, ALBUM, DVD) 연동 응모권A 봉입